# Grandview (Indiana)
Grandview – miasto w Stanach Zjednoczonych, w stanie Indiana, w hrabstwie Spencer.